# Хуземан, Марта
Марта Хуземан (нем. Marta Husemann, урожд. Марта Вольтер нем. Marta Wolter; 20 августа 1913, Берлин, Германия — 30 июня 1960, Берлин, Германия) — актриса, антифашист, член движения Сопротивления во время Второй мировой войны, член организации «Красная капелла».

## Биография
После обучения в школе Марта Вольтер освоила профессию швеи. В 1928 году вступила в Коммунистический союз молодёжи Германии. В 1931 году стала членом Коммунистической партии Германии. В фильме «Куле Вампе, или Кому принадлежит мир?» режиссёра Златана Дудова сыграла Герду, одну из главных ролей фильма. В 1935 году снялась в фильме Fünf Personen suchen Anschluß («Пять персонажей в поисках связи») режиссёра Юргена фон Альтена.
В 1935 году была задержана гестапо, а в ноябре 1936 года арестована. С марта по июнь 1937 года содержалась в тюрьме Моринген.
Вместе с мужем Вальтером Хуземаном вошла в группу борцов Сопротивления под руководством Харро Шульце-Бойзена. Особенно тесны контакты у неё были с Герхардом и Гердой Средцки, соратниками по борьбе с нацистским режимом.
19 сентября 1942 года была снова арестована гестапо. В январе 1943 года Имперский военный трибунал приговорил её к четырём годам тюремного заключения, которая она отбывала в концентрационном лагере Моринген. В 1945 году была освобождена из женской тюрьмы в Лейпциге.
После войны работала главой райкомов компартии в Восточном Берлине в ГДР. Снова вышла замуж и приняла имя Марты Йендретцки.